# 岡山県道468号平岡小鎌線
岡山県道468号平岡小鎌線（おかやまけんどう468ごう ひらおかおがもせん）は、岡山県岡山市北区から赤磐市に至る一般県道である。

## 概要
岡山市北区御津平岡西と赤磐市小鎌を結ぶ。

### 路線データ
- 起点：岡山県岡山市北区御津平岡西（岡山県道255号仁堀中御津線交点）
- 終点：岡山県赤磐市小鎌（国道484号交点、岡山県営広域営農団地農道岡山中部台地地区（美作やまなみ街道）終点）
- 総延長：6.0 km

## 地理

### 通過する自治体
- 岡山市（北区）
- 赤磐市

### 交差する道路
| 交差する道路                                                          | 市町村名 | 市町村名 | 交差する場所 | 交差する場所 |
| --------------------------------------------------------------------- | -------- | -------- | ------------ | ------------ |
| 岡山県道255号仁堀中御津線                                             | 岡山市   | 北区     | 御津平岡西   | 起点         |
| 国道484号 岡山県営広域営農団地農道岡山中部台地地区 / 美作やまなみ街道 | 赤磐市   | 赤磐市   | 小鎌         | 終点         |

### 沿線
- 岡山御津カントリークラブ（起点付近）